# طفاشيات
الطفاشيات (الاسم العلمي Podocnemididae)، فصيلة سلاحف من سلاحف جانبية الرقبة مواطنها الأصلية مدغشقر وشمال أمريكا الجنوبية.